# 小林有也

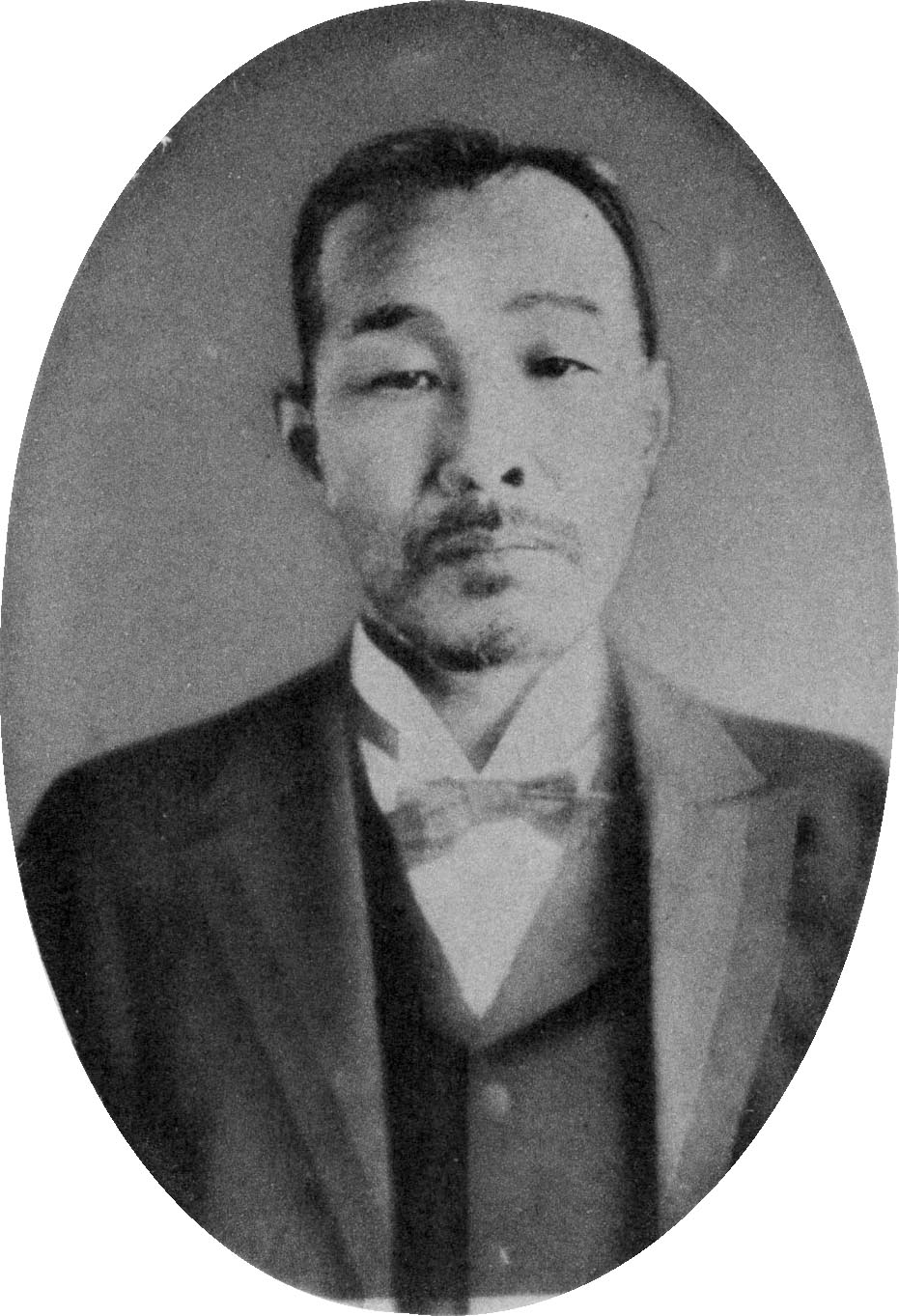
小林有也

小林 有也（こばやし うなり、1855年7月14日（安政2年6月1日） - 1914年（大正3年）6月9日）は、大阪府士族で教育者。幼名は小林 卯之助（こばやし うのすけ）。東京物理学講習所（後の東京物理学校、現在の東京理科大学）の創立者の一人である。

## 経歴
- 1855年7月14日（安政2年6月1日） - 和泉国（現在の大阪府南西部）伯太藩重臣小林政之の長男として江戸藩邸（渋谷村）に生まれる。
- 1865年（慶応元年）ころ - 小姓として藩主渡辺章綱につかえる。
- 1870年（明治3年） - 貢進生となり、大学南校（後の開成学校、東京大学）に入学する。
- 1880年（明治13年）7月 - 東京大学仏語物理学科第3期卒業。
- 1881年（明治14年）5月 - 農商務省工務局に勤める。
- 1881年（明治14年）6月 - 東京物理学講習所の創立者の一人となり、同講習所の物理学教授となる。
- 1884年（明治17年）7月 - 農商務省と東京物理学校を辞し、中学校教則取調委員となり、長野県に赴任する。
- 1884年（明治17年）9月 - 長野県中学校を長野に創り、学校長と教諭を兼務。
- 1886年（明治19年）9月 - 長野県尋常中学校校長として、松本へ赴任。
- 1913年（大正2年) 11月 - 正六位に叙される。
- 1914年（大正3年) 6月9日 - 在職中に逝去。墓所は、松本市中央の竜興寺。